# Indalecio Prieto

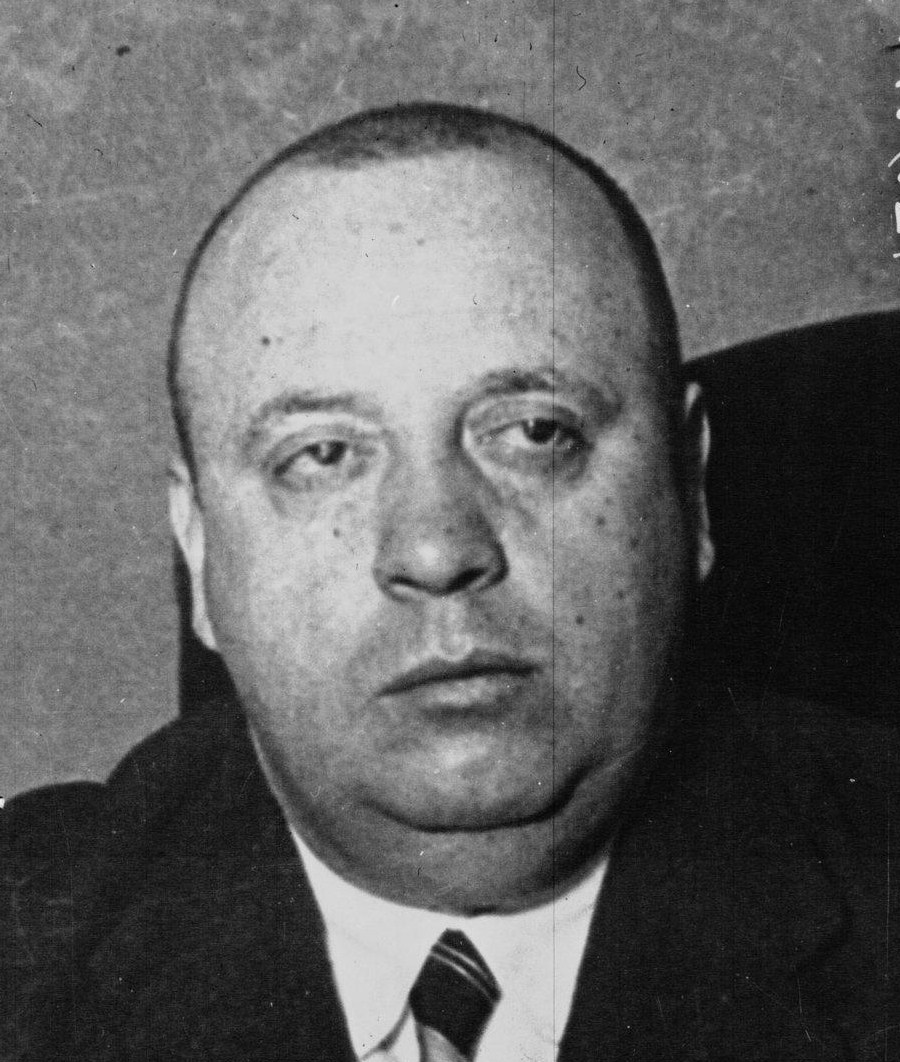
Indalecio Prieto

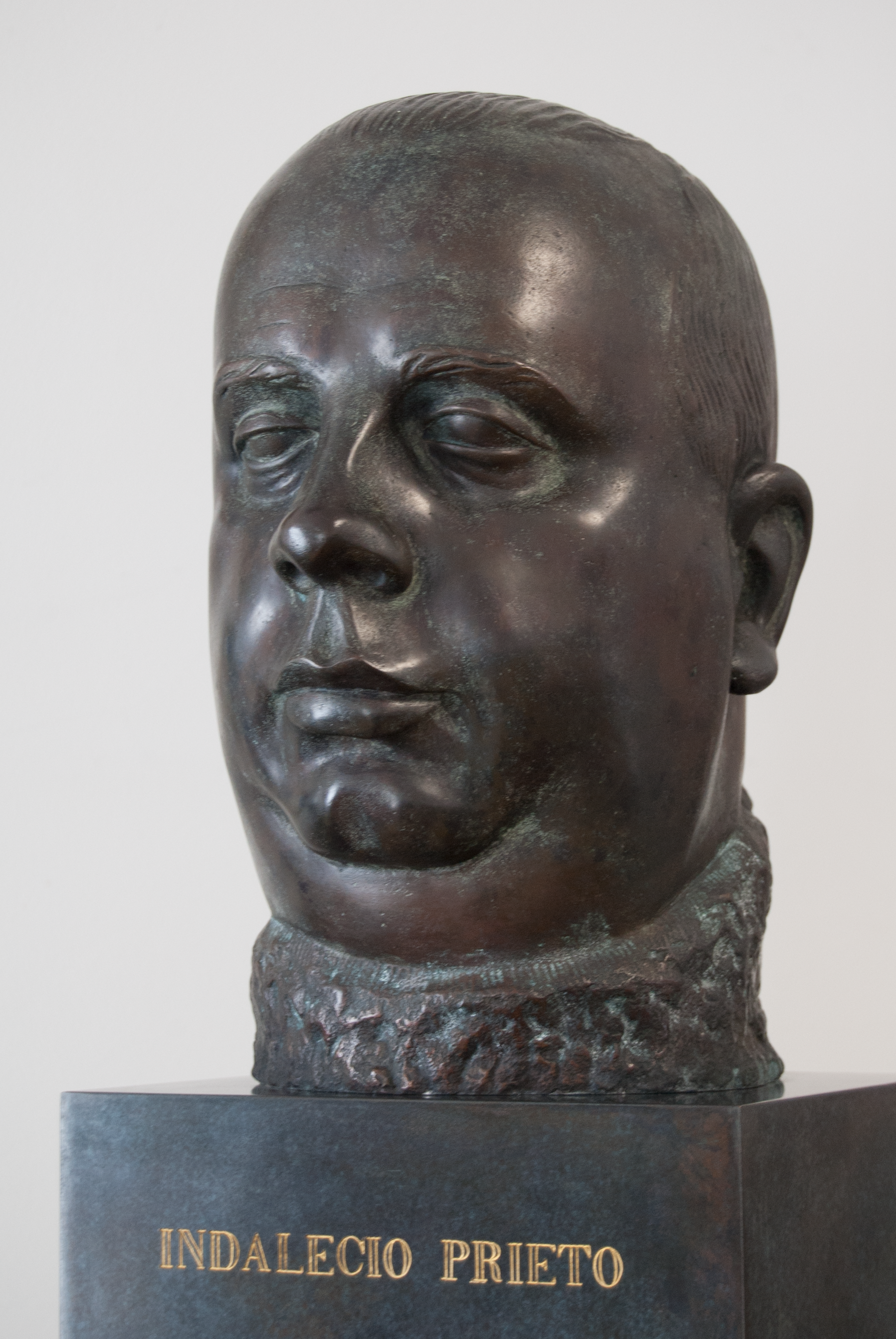
Indalecio Prieto (Juan Cristóbal, 1926).

Indalecio Prieto Tuero (Oviedo, 30 april 1883 – Mexico-Stad, 12 februari 1962) was een Spaans politicus. Indalecio Prieto groeide op in een arm gezin. In 1899 sloot hij aan bij de socialistische PSOE en de Socialistische Jeugdliga. Voor deze laatste organisatie was hij organisator.

## Loopbaan
Prieto was werkzaam als stenograaf bij de La Voz de Vizcaya en sinds 1901 als redacteur bij de krant El Liberal. Sinds 1911 was hij afgevaardigde in de provinciale raad voor de PSOE. Vanaf 1917 was hij lid van de Cortes. Tijdens de dictatuur van Primo de Rivera ontstond er een wrijving tussen Prieto en Francisco Largo Caballero. In tegenstelling tot Caballero, weigerde Prieto de dictatuur van Primo de Rivera te ondersteunen. In augustus 1930 sloot de PSOE dankzij de inspanning van onder anderen Prieto zich aan bij de republikeinen en werd het Pact van San Sebastián gesloten. In april 1931 werd Spanje een republiek. In 1931 was hij korte tijd minister van Financiën, maar was daarna tot 1933 minister van Publieke Werken.
Indalecio Prieto, de vertegenwoordiger van een gematigd en reformistisch socialisme, werd kort na het uitbreken van de Spaanse Burgeroorlog, door president Manuel Azaña naar voren geschoven als kandidaat-premier, maar Prieto verkreeg niet de steun van zijn machtige partijgenoot Largo Caballero. Azaña was nu gedwongen om Largo Caballero tot premier te benoemen van een socialistisch/republikeins kabinet. In de nieuwe regering werd Prieto minister van Oorlog. Als pacifist, was hij fel gekant tegen de burgeroorlog en samen met de socialist Julian Besteiro en Manuel Azaña (president) trachtte hij te zoeken naar een vergelijk met de nationalisten van generaal Franco. Prieto trachtte tevergeefs de invloed van de USSR in te dammen. In 1938 na het aantreden van premier Juan Negrin werd de 'defaitist' Prieto gedegradeerd tot minister zonder portefeuille. In maart 1939 vluchtte hij naar Mexico en werd voorzitter van de PSOE. Van 1945 tot 1947 was Prieto ondervoorzitter van de Spaanse republikeinse regering in ballingschap (zetel: Mexico).
- Biblioteca Nacional de España: XX1723720
- Bibliothèque nationale de France: cb121590197 (data)
- Catàleg d'autoritats de noms i títols de Catalunya: 981058514036006706
- Gemeinsame Normdatei: 118793365
- International Standard Name Identifier: 0000 0001 2280 0787
- Library of Congress Control Number: n84080010
- National Archives and Records Administration: 77819936
- Nationale Bibliotheek van Israël: 987007277938005171
- Nederlandse Thesaurus van Auteursnamen: 131662147
- SNAC: w6pv9n4q
- Système universitaire de documentation: 030108365
- Trove: 951252
- Virtual International Authority File: 54187157
- WorldCat: E39PBJcRcFTbY93QpXPwqc4jG3